# Werner Schwier (oprichter strafkamp Erika)
Werner Schwier (1907-1971) was een Duitse oorlogsmisdadiger. In 1941 richtte Schwier, een voormalig paardenslager, het Sterkamp bij Ommen in tot een strafkamp met de naam Erika. De dagelijkse leiding van dit kamp kwam in handen van de Nederlandse collaborateur Karel Lodewijk Diepgrond. Als gevolg van moord, mishandeling, ziekte en ondervoeding kwamen in Kamp Erika tussen 1942 en 1945 zeker 170 gevangenen om het leven. Schwier maakte ook deel uit van de zogeheten knokploeg van Erika, die vanaf september 1944 de wijde omgeving van Ommen terroriseerde. Bij deze razzia’s vielen ten minste negen dodelijke slachtoffers.
Na afloop van de Tweede Wereldoorlog werd Schwier gearresteerd en gevangengezet in een interneringskamp nabij Brussel. Hij wist hieruit echter te ontsnappen en naar Duitsland te vluchten. Schwier heeft nooit in Nederland terechtgestaan.

## Publicaties
- Veldman, G., 1993. Knackers achter prikkeldraad. Kamp Erika bij Ommen, 1941-1945. ISBN 90-5345-037-8.